# Учитель, Ефим Юльевич
Ефи́м Ю́льевич Учи́тель (28 октября 1913, Тирасполь, Херсонская губерния — 18 августа 1988, Ленинград) — советский оператор, режиссёр и сценарист документального кино. Фронтовой кинооператор в годы Великой Отечественной войны. Народный артист СССР (1976).

## Биография
Родился в еврейской семье, имевшей пятерых детей и проживавшей на Часовенной улице в Тирасполе. Его отец работал наборщиком в типографии основанной в 1914 году газеты «Днестровский край», в 1918 году он умер и семья оказалась на иждивении старшего брата. Старшая сестра работала кассиршей в кинотеатре, и Ефим вскоре увлёкся кинематографом, затем фотографией. После окончания седьмого класса был направлен по путёвке на учёбу в школу ФЗУ в Ленинград. Работал на кирпичном и механическом заводах. В 1929 году вступил в ВЛКСМ.
С 1930 по 1935 год учился на операторском факультете Ленинградского института киноинженеров. По окончании работал ассистентом оператора, с 1937 года — оператором на Ленинградской студии кинохроники. Во время Советско-финляндской войны 1939—1940 годов принимал участие в съёмках документального фильма «Линия Маннергейма» (1940).
С июня 1941 года в киногруппе Ленинградского фронта и 67-й армии. В 1942 году работал над фильмом «Ленинград в борьбе» и как режиссёр; тему Ленинграда продолжил в фильме «Прорыв блокады Ленинграда» (1944), «Ленинград» (1947), «Подвиг Ленинграда» (1959), «Встреча с Ленинградом» (1970), «Ленинград. Годы и свершения» (1974), «Ленинград — город-герой» (1975). Разрабатывал также тему русского характера, создал кинопортреты современников.
С 1964 года — художественный руководитель Первого творческого объединения «Ленкинохроники» (с 1968 года — Ленинградской студии документальных фильмов).
Снял более 50 документальных фильмов, автор сюжетов для киножурналов и специальных выпусков кинохроники: «Ленинградский киножурнал», «Новости дня», «Пионерия», «Союзкиножурнал».
Член ВКП(б) с 1940 года, член Союза кинематографистов СССР (Ленинградское отделение) с 1957 года.
Скончался 18 августа 1988 года на 75-м году жизни в Ленинграде. Похоронен на Серафимовском кладбище (15 уч.).

### Семья
Жена — Нина Константиновна Войцеховская (1922—1995), редактор в издательстве «Искусство». Сын — Алексей Ефимович Учитель (род. 1951), кинорежиссёр, оператор, продюсер и сценарист.

## Фильмография

### Оператор
- 1937 — Праздник в тундре (совместно с Б. Селезнёвым)
- 1938 — В антирелигиозном музее / Правда о церкви / За атеизм
- 1939 — ЛИИЖТ (совместно с И. Сорохтиным)
- 1939 — На рубеже
- 1939 — Наш депутат
- 1940 — В Советской Эстонии (в соавторстве)
- 1940 — Линия Маннергейма (в соавторстве)
- 1940 — Сила, здоровье, красота (в соавторстве)
- 1941 — Инженеры лесной промышленности
- 1941 — Эстонская земля (в соавторстве)
- 1942 — День войны (в соавторстве)
- 1942 — Ленинград в борьбе (в соавторстве)
- 1943 — Комсомольцы (в соавторстве)
- 1944 — Великая победа под Ленинградом (в соавторстве)
- 1944 — Восьмой удар (в соавторстве)
- 1944 — Камни вопиют (в соавторстве)
- 1944 — К вопросу о перемирии с Финляндией (в соавторстве)
- 1944 — «Клоога» — лагерь смерти (совместно с О. Ивановым)[13]
- 1944 — Ленинградские паризаны / Партизаны Ленинграда (в соавторстве)
- 1944 — Прорыв блокады Ленинграда (в соавторстве)
- 1945 — 220 лет Академии Наук (в соавторстве)
- 1945 — Берлин (в соавторстве; нет в титрах)
- 1945 — Всесоюзный парад физкультурников (цветной и ч/б вариант; в соавторстве)
- 1945 — Девушки Ленинграда (совместно с О. Ивановым)
- 1945 — Ленинград встречает победителей (в соавторстве)
- 1945 — Парад Победы (в соавторстве)
- 1945 — Солнечное затмение (в соавторстве)
- 1945 — Физкультурный парад (в соавторстве)
- 1946 — Молодость нашей страны (в соавторстве)
- 1946 — Приговор народа (совместно с В. Страдиным, С. Масленниковым)[14]
- 1947 — Ленинград (совместно с О. Ивановым, Г. Трофимовым, С. Фоминым)[15]
- 1948 — На Смоленской земле

### Режиссёр
- 1942 — Ленинград в борьбе (совместно с Р. Карменом, Н. Комаревцевым, В. Соловцовым)
- 1945 — Солнечное затмение
- 1946 — 135 лет ЛИИЖТ
- 1948 — На Смоленской земле
- 1949 — Сибирь Советская (совместно с И. Посельским)
- 1950 — 33-й праздник Великого Октября в Ленинграде — (совместно с Б. Медведевым)
- 1950 — Народ чтит память Суворова
- 1950 — Наши дети
- 1950 — Новый стадион
- 1950 — Памяти Суворова
- 1950 — Сила примера
- 1951 — На полях Ленинградской области
- 1952 — Молодые моряки[16]
- 1952 — Празднование 36-й годовщины Октябрьской социалистической революции в Ленинграде
- 1952 — Путь к морю
- 1953 — Новаторы техники
- 1953 — Памяти Суворова
- 1954 — В долине Сусамыра
- 1954 — Рейс мира
- 1955 — Люди доброй воли
- 1956 — Концерт артистов ленинградской эстрады и театров (фильм-спектакль)
- 1957 — Русский характер
- 1959 — Дочери России (совместно с Г. Трофимовым)
- 1959 — Подвиг Ленинграда (совместно с В. Соловцовым)
- 1960 — Мир дому твоему
- 1961 — Спартакиада Вооружённых сил
- 1963 — Есть такой городок
- 1963 — Песни России
- 1965 — Дело Эрвина Шюле[17]
- 1965 — Рассказы рабочих (совместно с Л. Станукинас)
- 1966 — Валдайские этюды
- 1967 — Бессмертный огонь
- 1967 — Твоё щедрое сердце
- 1970 — Встреча с Ленинградом
- 1970 — Встречаются ветераны
- 1970 — Звёзды выходят на лёд
- 1971 — Вилегодские мужики
- 1972 — Граница
- 1973 — Большой хлеб России
- 1975 — Ленинград. Годы и свершения
- 1975 — Ленинград — город-герой
- 1975 — Памятник — герой
- 1976 — Глазами художника
- 1977 — Как дела, товарищ председатель?
- 1978 — Валдай. Лирический репортаж
- 1978 — Ирина Колпакова
- 1979 — Мои комиссары
- 1981 — Доброе утро, люди!
- 1982 — Наш Фриц
- 1983 — Мы из блокады
- 1987 — Хранитель (Из биографии академика Орбели)[18]

### Сценарист
- 1949 — Сибирь Советская
- 1950 — Памяти Суворова (совместно с Л. Раковским)
- 1950 — Сила примера
- 1952 — Советская Бурят-Монголия
- 1956 — Концерт артистов ленинградской эстрады и театров (фильм-спектакль)
- 1981 — Доброе утро, люди!
- 1982 — Наш Фриц
- 1984 — Мы из блокады
- 1987 — Хранитель (Из биографии академика Орбели) (совместно с Ф. Нафтульевым)

Могила Е. Ю. Учителя на Серафимовском кладбище

## Награды и звания
- медаль «За оборону Ленинграда» (22 декабря 1942)[19]
- орден Красной Звезды (21 апреля 1943)[20]
- Сталинская премия первой степени (19 марта 1943) — за фильм «Ленинград в борьбе» (1942)[7][21]
- орден Отечественной войны I степени (24 февраля 1945)[22]
- медаль «За победу над Германией в Великой Отечественной войне 1941—1945 гг.» (9 мая 1945)[23]
- медаль «За доблестный труд в Великой Отечественной войне 1941—1945 гг.» (6 июня 1945)[24]
- медаль «В память 250-летия Ленинграда»[7]
- заслуженный деятель искусств РСФСР (12 июня 1964)[7]
- Государственная премия РСФСР имени братьев Васильевых (1967) — за цикл фильмов о России — «Русский характер» (1957), «Дочери России» (1959), «Мир дому твоему» (1960), «Песни России» (1963)
- 1-я премия III Всесоюзного кинофестиваля в Ленинграде — за фильм «Твоё щедрое сердце» (1968)[25]
- народный артист РСФСР (1969)[7]
- Серебряная медаль имени А. П. Довженко (1973) — за фильм «Граница» (1972)[7]
- орден Ленина (1973)[7]
- народный артист СССР (1976)[7]
- Специальная премия IX Всесоюзного кинофестиваля во Фрунзе — за фильм «Памятник» (1976)[26]
- орден Октябрьской Революции (1983)[7]
- орден Отечественной войны II степени (6 апреля 1985)

## Память
- Документальный фильм «Яркая короткая жизнь» (режиссёр Виталий Дёмин, «Молдова-фильм» 1981) — о фронтовых кинооператорах Владимире Ешурине, Филиппе Печуле, Ефиме Учителе и других[9];
- В 1992 году на здании Санкт-Петербургской студии документальных фильмов (Набережная Крюкова канала, 12), где Е. Ю. Учитель работал с 1946 по 1988 год, была установлена мемориальная доска (архитектор Т. Н. Милорадович, скульптор Л. К. Лазарев)[27].